# Đông Thới
Đông Thới là một xã thuộc huyện Cái Nước, tỉnh Cà Mau, Việt Nam.

## Địa lý
Xã Đông Thới nằm ở phía nam huyện Cái Nước, có vị trí địa lý:
- Phía đông và phía nam giáp huyện Đầm Dơi
- Phía tây giáp thị trấn Cái Nước và xã Trần Thới
- Phía bắc giáp xã Đông Hưng.

Xã Đông Thới có diện tích 28,48 km², dân số năm 2022 là 10.507 người, mật độ dân số đạt 368 người/km².

## Hành chính
Xã Đông Thới được chia thành 5 ấp: Bào Tròn, Khánh Tư, Kinh Lớn, Mỹ Điền, Nhà Thính B.

## Lịch sử
Ngày 25 tháng 7 năm 1979, Hội đồng Chính phủ ban hành Quyết định số 275-CP về việc:
- Chia xã Đông Thới thành xã Đông Thới và xã Tân Thới.
- Thành lập xã Hiệp Hưng trên cơ sở một phần của xã Tân Hưng.

Ngày 14 tháng 2 năm 1987 của Hội đồng Bộ trưởng ban hành Quyết định số 33B-HĐBT về việc:
- Sáp nhập một phần của xã Tân Thới mới giải thể vào xã Đông Thới.
- Sáp nhập một phần của xã Phong Hưng mới giải thể vào xã Hiệp Hưng (Hiệp Hưng).

Xã Đông Thới có 3.685 hécta đất và 9.933 nhân khẩu.
Xã Hiệp Hưng (Hưng Hiệp) có 3.250 hécta đất và 8.517 nhân khẩu.
Ngày 2 tháng 2 năm 1991, Ban Tổ chức Chính phủ ban hành Quyết định số 51/QĐ-TCCP về việc sáp nhập xã Hiệp Hưng (Hưng Hiệp) vào xã Đông Thới.
Ngày 6 tháng 11 năm 1996, Quốc hội ban hành Nghị quyết về việc chia tỉnh Minh Hải thành tỉnh Bạc Liêu và tỉnh Cà Mau. Khi đó, xã Đông Thới thuộc huyện Cái Nước, tỉnh Cà Mau.
Ngày 23 tháng 11 năm 2004, Chính phủ ban hành Nghị định số 192/2004/NĐ-CP về việc thành lập xã Đông Hưng trên cơ sở 3.283,40 ha diện tích tự nhiên và 10.299 nhân khẩu của xã Đông Thới.
Sau khi điều chỉnh địa giới hành chính, xã Đông Thới còn lại 2.926,60 ha diện tích tự nhiên và 8.715 nhân khẩu.